# Malagazzia carolinae
Malagazzia carolinae är en nässeldjursart som först beskrevs av Mayer 1900.  Malagazzia carolinae ingår i släktet Malagazzia och familjen Malagazziidae. Inga underarter finns listade i Catalogue of Life.